# La Tribu fantôme
La Tribu fantôme est le vingtième album de la série de bande dessinée Blueberry de Jean-Michel Charlier (scénario) et Jean Giraud (dessin). Publié pour la première fois en 1982, c'est le dernier album du cycle de Blueberry fugitif (trois tomes).

## Résumé
Blueberry, Vittorio et quelques jeunes Navajos libèrent le reste de la tribu navajo détenue à San Carlos, « un mouroir pour les hommes rouges ». Par la suite, Blueberry avec l'aide de quelques Navajos monte une mise en scène dans le but de faire croire aux soldats à leur poursuite que la tribu s'est réfugiée près de Benson, alors qu'elle se trouve sur les hauteurs surplombant Pima en Arizona. Voyant le signal convenu, Red Neck et MacClure amènent discrètement de la nourriture à la tribu, évitant à celle-ci de piller la région pour se nourrir. Les deux hommes sont cependant poursuivis par Gedeon O'Bannion, ce qui permet à ce dernier de trouver l'endroit où la tribu se cache. Il alerte Bill Hickok, lequel se rapproche rapidement de la position de la tribu en train, menant une « milice privée » composée d'hommes blancs prêts à tuer les indiens contre de l'argent. Menés par Blueberry, les plus jeunes Navajos détruisent une grande partie de la milice de Hickok. Quelques heures plus tard, Blueberry, Red Neck et MacClure délaissent la tribu alors qu'elle se trouve au Mexique, libre.

## Personnages principaux
- Blueberry : lieutenant de cavalerie en fuite qui aide une tribu navajo à s'enfuir vers le Mexique[4].
- MacClure : vieil homme alcoolique[5] et « compagnon de plusieurs aventures de Blueberry »[6].
- Red Neck : « autre compagnon d'aventures de Blueberry »[7].
- Vittorio : jeune Navajo fougueux qui a renoncé à la guerre avec les hommes blancs[8].
- Duke Stanton : riche homme d'affaires qui a juré d'épouser Chihuahua Pearl une fois Blueberry capturé[9].
- Wild Bill Hickok : chasseur de primes à la recherche de Blueberry[10].
- Gedeon O'Bannion : homme scalpé qui cherche à venger la mort de sa femme et de ses enfants, tués par des indiens[11].

## Éditions
- La Tribu fantôme, 1982, Hachette (France) et Novedi (Belgique), 48 p.
- réédition Dupuis, collection « Repérages », 1992  (ISBN 2-8001-2014-2)
- réédition Dargaud, 2003